# کیم هاگن
کیم هاگن (انگلیسی: Kim Haugen؛ زادهٔ ۲۴ سپتامبر ۱۹۵۸) هنرپیشه اهل نروژ است.
او برای اولین بار در سال ۱۹۸۲ روی صحنه تئاتر رفت.